# Grabhügel bei Kölln-Reisiek
Koordinaten: 53° 45′ 40,8″ N, 9° 42′ 33,2″ O
Bei dem Grabhügel bei Kölln-Reisiek handelt es sich um ein Archäologisches Denkmal bei Kölln-Reisiek im Kreis Pinneberg, Schleswig-Holstein.

## Geografische Lage
Der Grabhügel befindet sich in der Nähe der Krückau, an der A 23. Er liegt etwas abseits im Waldstück „Wiedeholz“, ist aber durch den daran entlangführenden Krückau-Wanderweg leicht zu erreichen.

## Beschreibung
Der Grabhügel stammt vermutlich aus der Bronzezeit. Der Hügel hat eine gleichmäßige Kuppe mit flach auslaufendem Rand und einen Durchmesser von ca. 17 m. Die Höhe beträgt etwa 50–60 cm. Der vermutlich ehemals ca. zwei Meter hohe Grabhügel ist durch seine geringe Höhe heute kaum noch sichtbar und ist mit Erlen und Fichten bewachsen. An seinem Westrand befindet sich ein Findling mit einem Durchmesser von 1 Meter. Der Hügel war durch ein Schild des „Landesamt für Vor- und Frühgeschichte von Schleswig-Holstein“ gekennzeichnet.
Der Grabhügel ist vom Landesamt für Vor- und Frühgeschichte von Schleswig-Holstein (LVF) als Archäologisches Bodendenkmal anerkannt und steht unter Denkmalschutz.

## Bilder

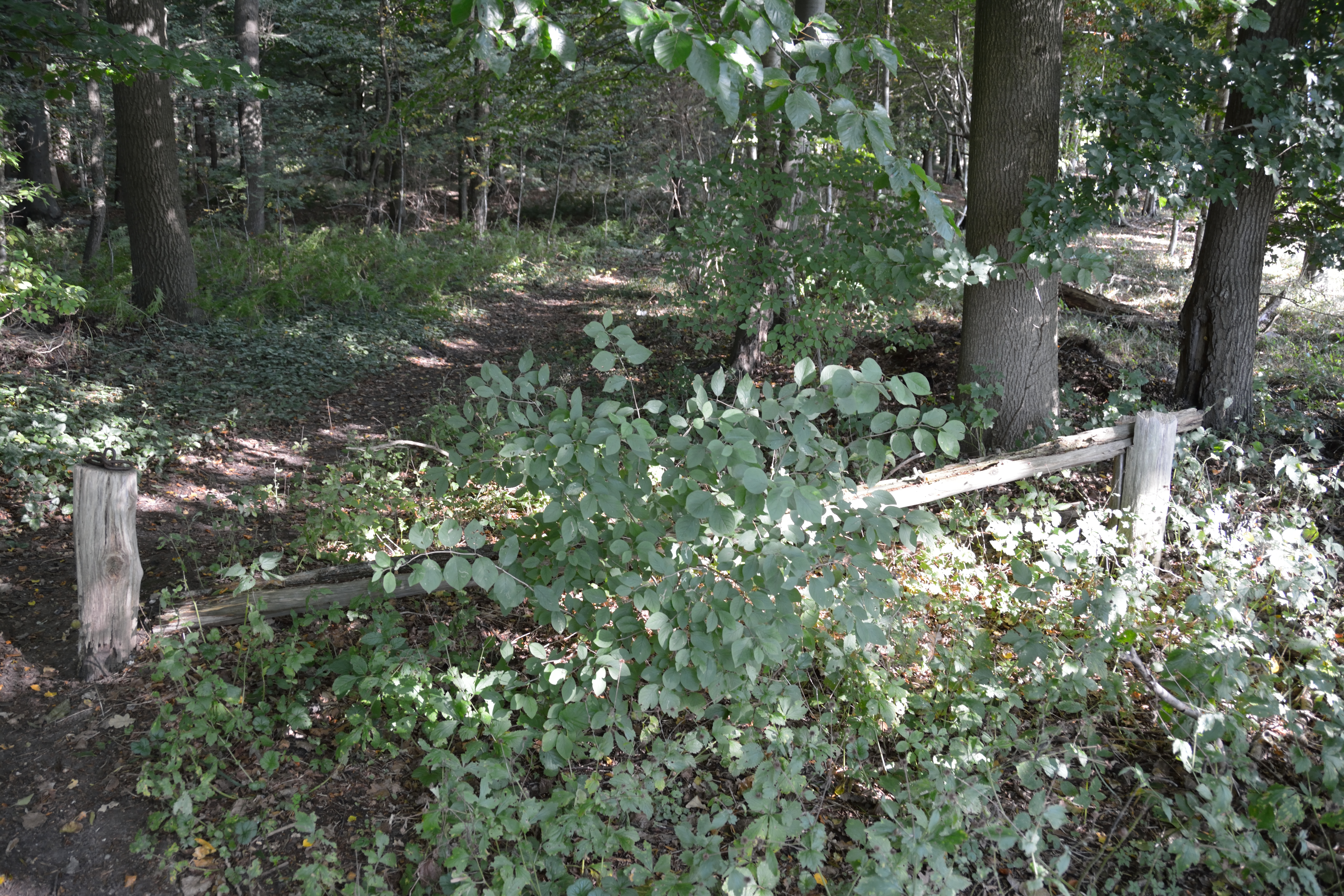
Zugang vom Krückau-Wanderweg
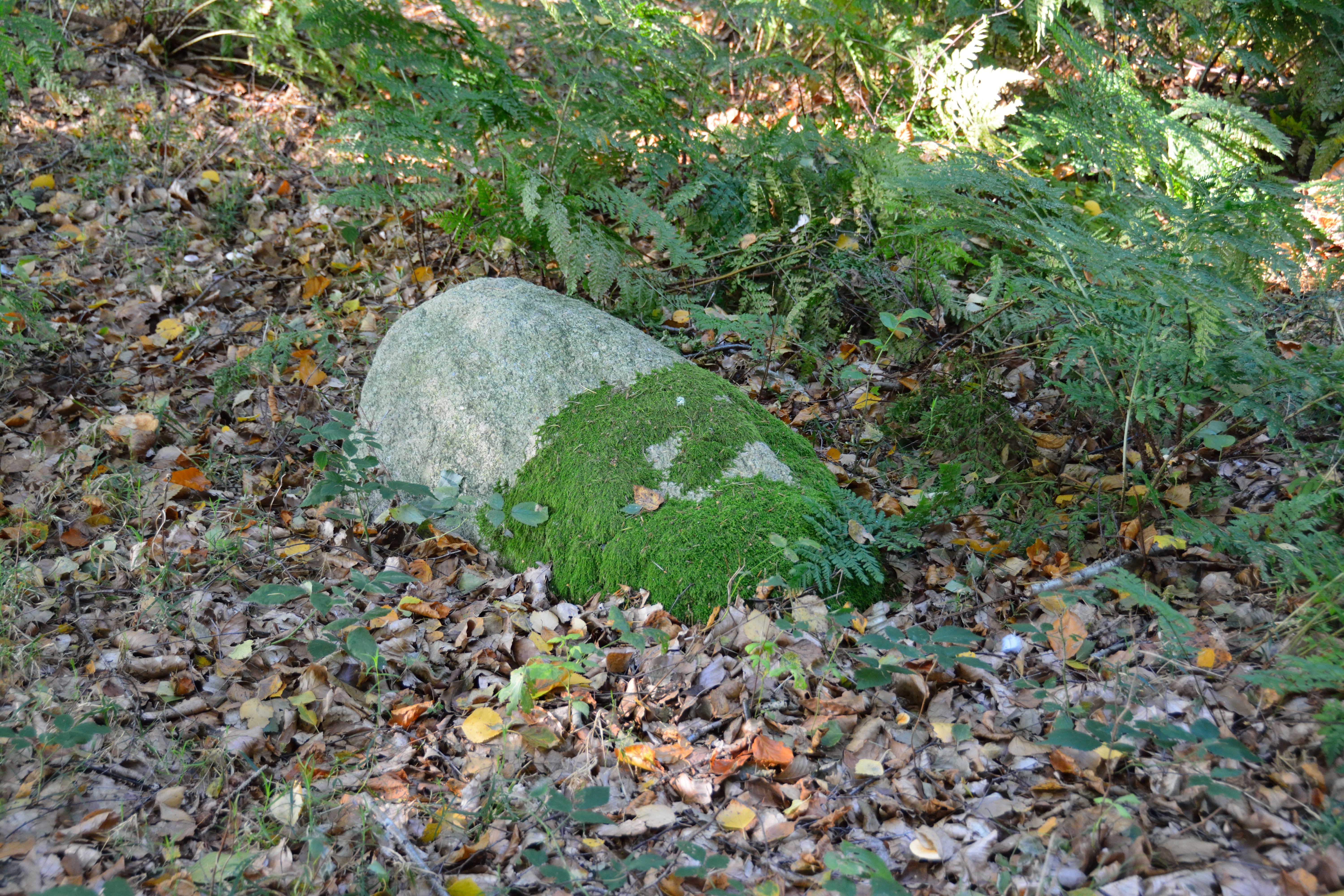
Der Findling am Rest des Grabhügels
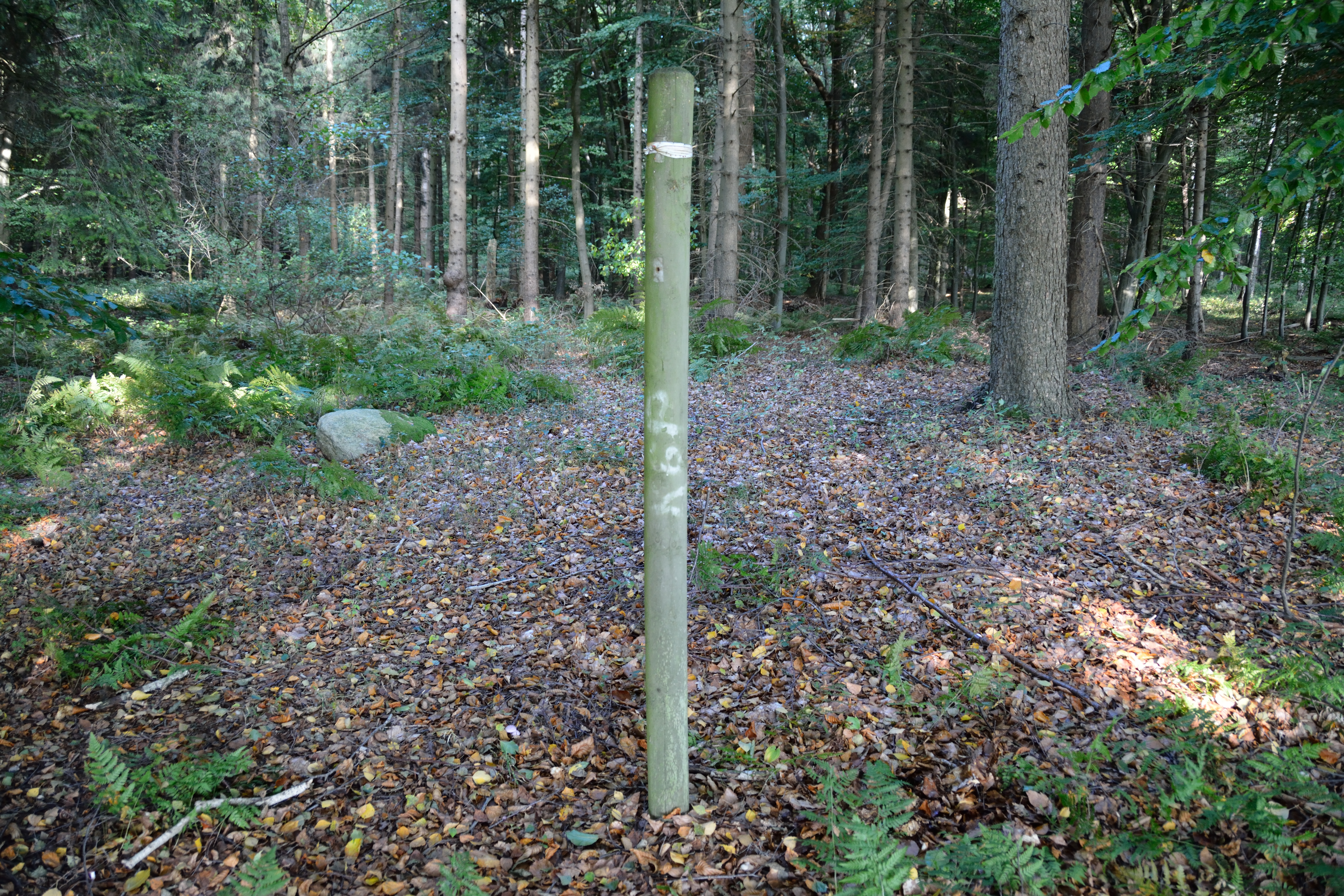
Vom ehemals vorhandenen Hinweisschild ist heute nichts mehr erhalten
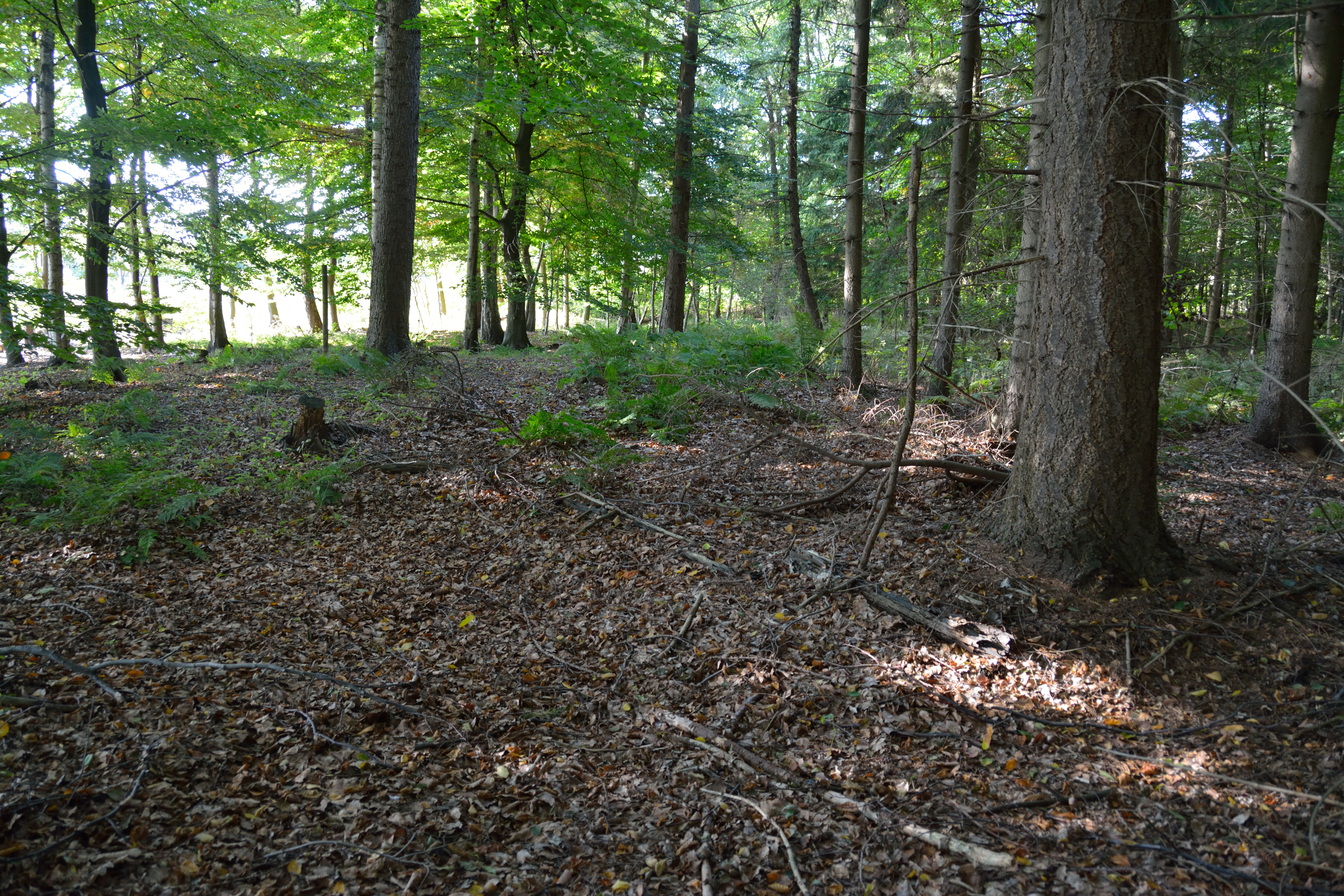
Der Rest des Grabhügels ist für Laien nicht zu erkennen